# Epilysta mucida
Epilysta mucida là một loài bọ cánh cứng trong họ Cerambycidae.